# ماريسول برادو
روسانا ماريسول برادو فيليغاس (بالإنجليزية: Rossana Marisol Prado Villegas)‏ من مواليد 5 أبريل 1968 وهي طبيبة نفسية وأكاديمية، أصبحت برادو أول امرأة تشغل منصب رئيس اتحاد طلاب جامعة تشيلي (abbr. FECH) الذي تأسس في عام 1906 ؛ كانت المرأة الأولى والوحيدة التي تتولى هذا المنصب في أغسطس 2010 ، تلتها سكارليت ماك-جينتي في نوفمبر 2011.

## حياتها
درست برادو الطب في جامعة تشيلي وانضمت إلى مجتمع الشباب الشيلي في عام 1995. شغلت برادو منصب الاتصال والأمين العام لل FECH خلال ولاية رودريغو روكو ، وانتخبت رئيسا FECH مع ما يقرب من 40 ٪ من الأصوات في عام 1997 خلال فترة ولايتها كقائدة طلابية رئيسية ، شهدت شيلي واحدة من أهم تعبئة الطلاب الجماعية في التسعينات. كانت هذه استجابة لخصخصة التعليم العالي ، الذي بدأ يتشكل في مارس 1990 مع القانون الدستوري (القانون الدستوري العضوي حول التعليم) - وهو القانون الدستوري الأخير الذي سنه أوغستو بينوشيه كرئيس للدولة.
شاركت برادو في الكنيسة الرومانية الكاثوليكية في تجمع للشباب في عام 1998.
كانت برادو أحد مؤسسي جامعة نويفا إزكوييردا (حركة جامعة اليسار الجديدة) - التي خلقت نهضة في النشاط السياسي اليساري في جامعة تشيلي.
أكملت برادو دراسات ما بعد الدكتوراه في الطب النفسي وعلم النفس السريري في جامعة برشلونة المستقلة. وهي حاليًا أستاذة مساعدة في كلية الطب بجامعة تشيلي ، حيث تعمل أيضًا مديرة في Bienestar Estudiantil (مديرة رعاية الطلاب).

## الانتخابات البلدية (شيلي) 2000
الانتخابات البلدية لعام 2000 لرئيس بلدية سانتياغو.
| المرشح                | الحزب                 | التصويت | %     | النتيجة |
| خواكين لافين إنفانتي  | UDI                   | 73.088  | 60,99 | عمدة    |
| مارتا لاراشيه بوليفار | PDC                   | 34.993  | 29,20 | مستشار  |
| ماريسول برادو فيليغاس | الحزب الشيوعي التشيلي | 2.207   | 1,84  |         |
| توماس هيريش           | PH                    | 2.067   | 1,72  |         |